# Пифагор Регийский
Пифаго́р Реги́йский (V век до н. э.) — древнегреческий скульптор периода ранней классики, работы которого известны лишь по упоминаниям древних авторов. Сохранилось несколько римских копий его работ «Гиацинт» (Эрмитаж) и др.). Из сохранившихся греческих статуй Пифагору Регийскому приписывают найденную в Дельфах знаменитую бронзовую статую «Возничий».
Родился на острове Самос, впоследствии переселился в Регий в южной Италии. Около 470—450 до н. э. Пифагор Регийский создал несколько бронзовых статуй атлетов-победителей Олимпийских и Дельфийских игр. Кроме того, известно, что Пифагору принадлежали статуи «Аполлон Пифоноубийца», «Похищение Европы», «Этеокл», «Полиник» и «Раненый Филоктет».
Пифагор Регийский был современником и соперником Мирона из Элевфер. О нём говорили как о первом скульпторе, в творчестве которого была сделана попытка соблюсти ритм и соразмерность. Кроме того, Пифагор прославился реалистическим изображением человеческих жил, вен и волос.
По преданию, Пифагор Регийский также является автором термина «симметрия», которым он обозначал пространственную закономерность в расположении одинаковых частей фигуры или самих фигур.